# Leopold Ignác z Koloniče
Leopold Ignác Kolonič z Kologradu (německy Leopold Ignaz von Kollonitz, či též Kollonitsch, Kollonich, Kollonics, Collonicz apod.; řádové jméno Innocent od sv. Leopolda - Innocentius Kollonitz, OCD, 25. srpna 1681, Uhersko – 31. října 1735, Malabar, Indie) byl uhersko-rakouský šlechtic z původem chorvatského rodu Koloničů z Kologradu. Působil jako karmelitánský misionář a byl jmenován titulárním biskupem v Aureliopoli.

## Život
Leopold Ignác Vilém Ludvík Kolonič z Kologradu se narodil jako syn hraběte Jana Zikmunda Koloniče z Kologradu a jeho manželky Reginy Alžběty Speidlové z Vatersdorfu. 
Měl tři bratry: Zikmund z Koloniče byl kardinál a vídeňský arcibiskup, Jiří Ferdinand císařský důstojník, padl v boji proti Turkům a Oldřich Karel padl při obléhání Vídně v roce 1683. Jeho strýc kardinál Leopold Karel z Koloniče byl ostřihomský arcibiskup.
Leopold Ignác vstoupil do řádu bosých karmelitánů a byl poslán do indické misie v Malabaru. Po smrtí biskupa Angela Francesca Vigliottiho v roce 1712 jako provikář spravoval apoštolský vikariát Verapoly, dnešní arcidiecézi verapolskou, a to až do příchodu nového biskupa Giovanniho Battisty Multediho v roce 1718.
Dne 17. února 1723 byl Leopold Ignác jmenován titulárním biskupem v Agathonicích a koadjutorem Pietra Maurizia Gagny apoštolského vikáře velkého mogula, jmenování však odmítl. Když byl 11. prosince 1734 povýšen na koadjutora nemocného biskupa Multediho a titulárního biskupa z Aureliopolis, jmenování s odvoláním na svůj slib poslušnosti přijal, zemřel však 31. října 1735 v Malabaru, aniž by přijal svěcení. Byl pohřben v katedrále ve Verapoli.

### Zásluhy
Je uctívá za svou angažovanost vůči chudým, horlivost při naslouchání zpovědím a štědrost vůči potřebným katechumenům, na jejichž potřeby vyčlenil ve Vídni roční penzi 100 zlatých, která se vyplácela až do doby panování císaře Josefa II. Velmi si ho vážila i malabarská knížata. V Mangate postavil na vlastní náklady dům pro studium malabarštiny a zlepšil podmínky klášterů ve Verapoli a Muttancherry.